# بیزاری‌درمانی
بیزاری‌درمانی (به انگلیسی: Aversion therapy) گونه‌ای رفتاردرمانی است که در آن بیمار برای اجتناب از رفتار یا نشانه‌های ناخوشایند از طریق مرتبط کردن آن‌ها با تجارب دردناک شرطی می‌شود.
بیزاری‌درمانی یک گونه درمان روان‌شناسی است که در آن بیماران در معرض داروی محرک یا برانگیزنده قرار گرفته در حالی که هم چنین هم زمان در معرض برخی از ناراحتی‌ها نیز قرار می‌گیرند. این سبب شرطی‌شدن خواهد گشت و بیمار داروی محرک را با احساسات ناجور همبسته ساخته و مایه آن می‌شود تا بیمار رفتار ویژه‌ای را انجام ندهد.
بیزاری‌درمانی می‌تواند شکل‌های بسیار متفاوتی بگیرد، برای نمونه: گذاشتن ماده‌ای با مزه ناخوشایند برای روی ناخن‌های دست برای تقویت منفی ناخن خوردن
استفاده اصلی و کنونی بیزاری‌درمانی برای ترک اعتیاد به الکل و دیگر مواد مخدر است.